# Мацунага Сігетацу
Сігетацу Мацунага (яп. 松永成立, нар. 12 серпня 1962) — японський футболіст, що грав на позиції воротаря.
Виступав, зокрема, за клуб «Ніссан Моторс», а також національну збірну Японії.

## Клубна кар'єра
У дорослому футболі дебютував 1985 року виступами за команду клубу «Ніссан Моторс», в якій провів сім сезонів, взявши участь у 145 матчах чемпіонату. Більшість часу, проведеного у складі «Ніссан Моторс», був основним голкіпером команди.
Згодом з 1993 по 1997 рік грав у складі команд клубів «Йокогама Ф. Марінос», «Тосу Фьючерс» та «Бруммель Сендай».
Завершив професійну ігрову кар'єру у клубі «Кіото Санга», за команду якого виступав протягом 1997—2000 років.

## Виступи за збірну
У 1988 році дебютував в офіційних матчах у складі національної збірної Японії. Протягом кар'єри у національній команді, яка тривала 8 років, провів у формі головної команди країни 40 матчів.
У складі збірної був учасником кубка Азії з футболу 1992 року в Японії, здобувши того року титул переможця турніру, а також розіграшу Кубка конфедерацій 1995 року у Саудівській Аравії.

## Статистика
Статистика виступів у національній збірній
| Збірна Японії | Збірна Японії | Збірна Японії |
| Роки          | Ігри          | голи          |
| ------------- | ------------- | ------------- |
| 1988          | 1             | 0             |
| 1989          | 9             | 0             |
| 1990          | 0             | 0             |
| 1991          | 1             | 0             |
| 1992          | 9             | 0             |
| 1993          | 14            | 0             |
| 1994          | 0             | 0             |
| 1995          | 6             | 0             |
| Усього        | 40            | 0             |

## Титули і досягнення
- Володар Кубка Азії: 1992